# تیره گریمیا
گریمیا (نام علمی: Grimmiaceae) نام یک خانواده از division خزه است.